# Fazenda (Lajes das Flores)
Fazenda é uma freguesia portuguesa do município de Lajes das Flores, na ilha das Flores, Região Autónoma dos Açores, com 9,43 km² de área e 261 habitantes (censo de 2021). A sua densidade populacional é 27,7 hab./km².
A Fazenda das Lajes situa-se a cerca de 2 km do centro da vila sede do concelho, estabelecendo com ela continuidade urbanística e geográfica. Parte importante dos serviços públicos governamentais sediados no concelho estão localizados na Fazenda, localidade que se assume assim como um prolongamento natural da vila das Lajes das Flores. A paróquia católica correspondente à freguesia tem como orago o Senhor Santo Cristo. 
Foi a última freguesia a ser criada na ilha das Flores (Lei nº 915, de 9 de dezembro de 1919) e é formada por lugares desanexados da parte norte da freguesia de Lajes das Flores, completando o atual mosaico administrativo da ilha.

## Demografia
A população registada nos censos foi:
| Distribuição da População por Grupos Etários | Distribuição da População por Grupos Etários | Distribuição da População por Grupos Etários | Distribuição da População por Grupos Etários | Distribuição da População por Grupos Etários |
| -------------------------------------------- | -------------------------------------------- | -------------------------------------------- | -------------------------------------------- | -------------------------------------------- |
| Ano                                          | 0-14 Anos                                    | 15-24 Anos                                   | 25-64 Anos                                   | > 65 Anos                                    |
| 2001                                         | 56                                           | 26                                           | 146                                          | 50                                           |
| 2011                                         | 31                                           | 33                                           | 152                                          | 41                                           |
| 2021                                         | 36                                           | 24                                           | 154                                          | 47                                           |

## A freguesia
A freguesia da Fazenda desenvolve-se de forma quase linear ao longo da estrada que liga a vila das Lajes à vila de Santa Cruz das Flores, num território relativamente aplainado que vai suavemente ascendendo em direcção ao noroeste. Embora existam algumas habitações situadas ao longo do antigo traçado da estrada, bastante sinuoso, a generalidade das povoação está hoje implantada ao longo da Estrada Regional, zona onde se situam os principais imóveis e os serviços sitos na freguesia.
Esta implantação faz da Fazenda um prolongamento natural da vila das Lajes das Flores, mantendo a mesma leitura urbanística e arquitectónica, não deixando adivinhar os limites respectivos.
Aquando do Censo de 2001 a freguesia da Fazenda contava com 278 habitantes, dos quais 23.02% eram crianças e adolescentes e 76.98% adultos e idosos. Estavam recenseados na freguesia (2004) 235 eleitores. Reatando uma tradição secular de emigração para as Américas, ao longo das décadas de 1950 a 1980 a maior parte da população em idade activa abandonou a freguesia, fixando-se maioritariamente nos Estados Unidos da América e no Canadá.
Fazenda é caracterizada pela excelência das suas terras, pelo que parte considerável da sua população ocupa-se ainda em actividades do sector primário, com destaque para a agro-pecuária. Contudo, a sediação de serviços na freguesia, e a proximidade em relação à vila, alterou a economia da freguesia, que hoje já conta com elevada percentagem dos seus activos a trabalhar no sector dos serviços.
De salientar o importante efeito económico que teve a presença na Fazenda, durante muitos anos, da União de Cooperativas das Flores, herdeira do movimento do sindicalismo agrícola florentino. Apesar da fábrica estar hoje localizada nos arredores de Santa Cruz das Flores (nos Vales), a Fazenda continua a ser o centro nevrálgico do associativismo agrícola na ilha das Flores.
Assumindo-se como local de passagem entre as vilas, a Fazenda dispõe de dois restaurantes, quatro bares e uma pensão familiar.
Como a maioria das freguesias açorianas, a Fazenda tem um associativismo fértil em iniciativas, contando com as seguintes instituições:
- Grupo Desportivo Fazendense, surgido na década de 1950, inaugurando o seu campo de futebol em Agosto de 1950. Trajava um equipamento composto por camisa com riscas transversais em azul claro e calção azul escuro. O emblema tinha desenhada uma bola e as iniciais G. D. F. – Grupo Desportivo Fazendense. O campo da Fazenda, inaugurado com um jogo entre o Grupo Desportivo Fazendense e o Sporting de Santa Cruz das Flores foi durante muitos anos o único da ilha, aí passando a ter palco todos os encontros de futebol realizados nas Flores. Após a inauguração da Rádio Naval das Flores, na nas Lajes, e da organização de uma equipa de futebol composta por marinheiros que ali se encontravam instalados, entre 1953 e 1954, a equipa Fazendense foi reorganizada. A equipa passou a utilizar o equipamento preto da Académica de Coimbra e a designação de Futebol Clube Fazendense. Apesar de alguns períodos de suspensão, a equipa manteve-se sempre em actividade, entrou para o futebol federado, contando com boas exibições e muitos troféus.
- Sociedade Filarmónica União Portuguesa da Califórnia, fundada na década de 1930, com o nome de Colónia Portuguesa da Califórnia. A sua criação resultou da aquisição de instrumentos para a orquestra do grupo coral masculino da igreja da Fazenda das Lajes, cujos custos foram totalmente suportados por Maria Alves Estácio, uma fazendense emigrada na Califórnia. Com a intenção de fundar uma Filarmónica na freguesia, surgiu então uma comissão angariadora de fundos, constituída por Francisco de Freitas Silva, José Gomes Trigueiro (que se tornou regente da nova Filarmónica) e Francisco Coelho Gomes. Foi aberta então uma subscrição de donativos no jornal União Portuguesa, que se publicava na Califórnia, de que era proprietário e director o fazendense Manuel de Freitas Martins Trigueiro. Em complemento, foi criada conta credora de um dia de leite mensal entregue na Cooperativa de Lacticínios da Fazenda, como donativo dos lavradores locais. Da conjugação do esforço de emigrantes e lavradores, criou-se uma escola de música para jovens e uma filarmónica, que se estreou no dia 9 de Abril de 1939, aquando da tradicional procissão do Senhor dos Enfermos. A sua primeira deslocação foi feita à Fajã Grande, a 7 de Setembro desse mesmo ano, participando na festa de Nossa Senhora da Saúde e na inauguração do campo de futebol do Fajã Grande Sport Club. O actual nome surgiu durante a década de 1960, quando a filarmónica se inscreveu na Junta Geral do Distrito da Horta, passando a receber um subsídio para a sua escola de música. Esse nome viria a ser legalmente assumido através da escritura lavrada no Cartório Notarial de Lajes das Flores a 9 de Junho de 1971. Foi a primeira Filarmónica florentina a possuir estatutos legalizados. Em resultado da emigração, suspendeu a sua actividade nos primeiros anos da década de 1990, retomando-a pouco depois.

Na extinta escola do Primeiro Ciclo funciona uma ludoteca e um clube informático, permitindo acesso gratuito à Internet.
No património edificado da freguesia contam-se os seguintes elementos de interesse:
- Igreja do Senhor Santo Cristo, um dos mais belos templos das Flores, com um altar-mor em talha dourada de rara graciosidade
- Casa do Divino Espírito Santo, construída em 1868, e ampliada em 1991.
- Monumento de Homenagem ao dr. António de Freitas Pimentel, inaugurado em 1963 no jardim fronteiriço à igreja do Senhor Santo Cristo.
- Os fontanários da Barreira, do Tabuleiro, da Fonte Chamorra, das Eiras, do Caminho de Baixo, da Eirinha Velha, da Ribeirinha e do Pico.
- Os moinhos de água classificados como de interesse municipal.

Entre as figuras mais notáveis nascidas nas freguesia contam-se os irmãos José de Freitas Pimentel (1894-1920),  médico que se celebrizou no combate à pandemia de gripe espanhola na ilha do Pico, e António de Freitas Pimentel (1901-1981), médico e político, que durante muitos anos dominou a vida política do antigo Distrito Autónomo da Horta. Em memória deste último, o largo ajardinado fronteiro à igreja denomina-se Largo Dr. Freitas Pimentel, tendo em 1963 nele sido inaugurado um monumento que o homenageia.
A principal festividade da Fazenda realiza-se em honra do Divino Espírito Santo, no domingo de Pentecostes, durante uma semana. Também se realiza a Festa de São Pedro, no fim-de-semana mais próximo de 29 de Junho, durante três dias e a festa do padroeiro, Senhor Santo Cristo dos Milagres, no primeiro fim-de-semana de Agosto, durante três dias. Existe também a tradição de realizar o Dia da Agricultura, com leilão de gado, normalmente, no mês de Junho, promovido pelo Serviço de Desenvolvimento Agrário da ilha e pela Associação Agrícola das Flores.

## Historial
Como parte integrante do povoado que é hoje a vila das Lajes das Flores, a Fazenda deve ter começado a ser povoada pela mesma altura. Ou seja nas primeiras décadas do século XVI. A tradição local aponta como núcleo inicial de fixação o lugar da Eirinha Velha, correspondente à zona mais abrigada e fértil do povoado actual.
Datando apenas de 1919, a freguesia da Fazenda foi a última a ser criada na ilha das Flores, por desanexação da parte norte da vila das Lajes das Flores, completando o actual mosaico administrativa da ilha. Por ser tão recente, são poucos os cronistas açorianos que se referem à existência da localidade. Ainda assim, o cronista florentino José António Camões, ao descrever a ilha, afirma que, após a Ribeira Funda, cousa de 55 braças corre ao mar de cima de uma rocha outra ribeira chamada da Fazenda. Continuando para su-sueste, ainda na mesma baia, está uma pequena pedra chamada baixa do Cherne. Pouco distante da tal baixinha está uma pequena ponta chamada a Ponta da Fazenda
Naquela obra, José António Camões indica que à época (inícios do século XIX), a Fazenda das Lajes contava com 72 fogos, num total de 395 almas, sendo 198 homens e 197 mulheres. Apesar de dizer que no lugar se fabrica a melhor telha da ilha, e hé onde antigamente se criavam os homens, mais fortes e mais robustos, mais animosos de ambas as ilhas, a miséria era tal que o lugar continha apenas 35 casas de telha, sendo as restantes casas cobertas de colmo. Apenas 5 homens andavam então calçados.
À medida que a povoação foi crescendo, foram surgindo vozes que advogavam a criação de uma paróquia independente. O primeiro passo foi conseguido em 1904, quando foi criado o curato do Senhor Santo Cristo da Fazenda das Lajes. O primeiro cura foi o padre Francisco Cristiano Korth, cuja côngrua era paga pelo povo da localidade.
Aparentemente devido às dificuldades de relacionamento que surgiram entre o Estado português e a Santa Sé após a proclamação da República Portuguesa, o curato seria mantido até 1959, mesmo depois da localidade já ser freguesia civil independente desde 1919.
A criação da freguesia da Fazenda foi uma das causas assumidas pelo benemérito e político florentino senador João Joaquim André de Freitas (1860 — 1929), que logo aquando da elevação a curato católico. Contudo, os esforços iniciais não tiveram êxito e apenas pela Lei n.º 915 do Congresso da República, publicada a 9 de Dezembro de 1919 e obtida por iniciativa do senador José Machado Serpa, o lugar foi desmembrado da Matriz de Nossa Senhora do Rosário das Lajes, passando a freguesia com a designação de Fazenda. É o seguinte o teor daquela Lei:
Ministério do Interior. Direcção Geral da Administração Política e Civil. Lei n.º 915 — Em nome da Nação, o Congresso da República decreta e eu promulgo a lei seguinte:
Artigo 1.º: É criada uma paróquia civil constituída pela povoação da Fazenda, que actualmente faz parte da paróquia das Lajes, na Ilha das Flores, distrito da Horta, com as confrontações seguintes: norte Ribeira Funda, sul Grota do Telhal, leste Barrocas do Mar, oeste o Rochão do Junco e Cruzeiro.
Artigo 2.º: O Governo nomeará comissões que, em substituição das Juntas de Paróquia da Fazenda e Lajes, fiquem gerindo a administração paroquial até que se procede a eleição.
Artigo 3.º: Fica revogada a legislação em contrário.
O Presidente do Ministério e Ministro do Interior o faça imprimir, publicar e correr. Paços do Governo da República, 9 de Dezembro de 1919. António José de Almeida – Alfredo Ernesto de Sá Cardoso.
Contrariando o hábito de existir coincidência entre as paróquias católicas e as freguesias civis, apenas por alvará de 10 de Novembro de 1959,  do bispo de Angra D. Manuel Afonso de Carvalho,  foi o curato da Fazenda elevado a paróquia com todos os direitos e deveres previstos no Direito Canónico, tal como refere no referido alvará:
Dom Manuel Afonso de Carvalho, por mercê de Deus e da Santa Sé Apostólica Bispo de Angra e Ilhas dos Açores — Aos que esta Nossa Carta de Sentença virem de Saúde, Paz e Benção em Jesus Cristo Nosso Divino Salvador.
Fazemos saber que, tendo-Nos sido pedida a erecção da paróquia do Senhor Santo Cristo da Fazenda, Ouvidoria das Lajes, Ilha das Flores, depois de observados os trâmites de estilo, Demos e Proferimos nos respectivos autos a Sentença do teor seguinte:
Considerando que o Curato do Senhor Santo Cristo da Fazenda, Paróquia de Nossa Senhora do Rosário, ouvidoria das Lajes, Ilha das Flores, desta Diocese, tem uma população de seiscentos e setenta habitantes;
Considerando que existe neste Curato uma igreja ampla, dotada de todas as alfaias para o culto;
Considerando que há dificuldades em a população se deslocar à igreja paroquial das Lajes que dista cerca de três quilómetros;
Considerando que não é possível atender-se ao bem espiritual de tão grande número de fiéis, conforme o cânone 476;
Considerando que os habitantes do referido Curato se comprometem a contribuir para o necessário para a sustentação do culto e dos seus ministros, segundo o cânone 1410;
Tudo visto e ponderado, depois de ouvido o Cabido da Sé Catedral e todos os interessados, Havemos por bem:
a) Desmembrar o Curato do Senhor Santo Cristo da Fazenda da Paróquia de Nossa Senhora do Rosário e erigi-lo em Paróquia com todos os direitos e privilégios e deveres expressos no Código de Direito Canónico, sendo considerada paroquial a Igreja dedicada ao Senhor Santo Cristo;
b) Determinar os seguintes limites: A linha divisória é ao Sul a Grota do Telhal desde a Rocha do Mar até à Pedrinha; daqui segue em linha recta até à Pedra das Alfaces, passando através dos prédios de João Gomes Vieira, herdeiros de João Maurício de Fraga, herdeiros de António José Armas e José Trigueiro Gomes e José Pereira Gomes, Jerónimo Gonçalves Trigureiro e António Coelho Gomes e Floriano Rebelo; da Pedra das Alfaces segue em linha recta até à Boca do Cruzeiro através do prédio através do prédio de Floriano Rebelo. Ao oeste, segue da Boca do Cruzeiro até à Caldeira de Lomba passando pela vereda da Lama e pelo prédio de Jorge Gomes de Fraga, situada entre o Rochão do Junco e a Ladeira da Caldeira da Lomba. Ao norte, desta Ladeira da Caldeira da Lomba segue em linha recta até à nascente da Ribeira Funda, passando através do Baldio, denominado Horta do Calixto; e pela Ribeira Funda segue até à sua foz na Rocha do Mar. Ao leste segue pela Rocha do Mar, situada entre a foz da Ribeira Funda e a foz da Grota do Telhal incluindo o Pesqueiro, a Ponta do Capitão e a Baixa Comprida.
c) Nomear como Pároco o Reverendo Padre José Vieira Gomes, com o título de Reitor.
Passe-se instrumento da Sentença, na forma do estilo, e seja publicada no Boletim Eclesiástico dos Açores e no jornal A União. — Angra do Heroísmo, 10 de Novembro de 1959. — Manuel, Bispo de Angra.
A primeira pedra do templo que viria a ser a igreja paroquial da Fazenda foi lançada a 1 de Agosto de 1896, na presença do bispo de Angra, D. Francisco José Ribeiro de Vieira e Brito, então em visita pastoral às Flores. A igreja foi construída em terrenos comprados a Maria do Rosário Vieira, tendo a sua nave sido iniciada em 1897, ficando concluída em 1901. A capela-mor apenas foi dada por terminada em 1904, ano da criação do curato. Foi mestre da obra, João Jacinto Teixeira, sob a orientação do vigário da Matriz de Santa Cruz, monsenhor Henrique Augusto Ribeiro, um dos grandes apoiantes da edificação desta igreja, tal como sucedeu com as que foram levantadas, por essa altura, nos lugares da Ponta da Fajã Grande e na Fazenda de Santa Cruz. O auto de bênção, que refere que os fazendenses haviam edificado com o suor do rosto e donativos desta ilha e dos Estados Unidos da América, realizou-se no dia 25 de Março de 1906. Os retábulos da Igreja datam desse ano e são da autoria do artista faialense Manuel Augusto Ferreira da Silva. A construção da sacristia norte data de 1967. Nos anos de 1972 e 1973 a igreja sofreu várias obras de restauro e de beneficiação. Da sua imaginária, destaca-se um Bom Pastor, adquirido em 1912.
A Fazenda, pela sua localização na estrada que liga as duas vilas da ilha, rapidamente se assumiu como um local privilegiado para a fixação de serviços governamentais destinados a servir ambos os concelhos. Foi assim que se fixaram na freguesia os Serviços de Desenvolvimento Agrário das Flores, o mais importante departamento governamental da ilha e, mais recentemente, os Serviços de Ambiente das Flores e Corvo, responsáveis pela administração ambiental nas ilhas do Grupo Ocidental.
No âmbito do movimento do sindicalismo agrícola florentino, o cooperativismo dos produtores de leite iniciou-se na Fazenda a 4 de Abril de 1919, data da escritura de constituiu da Fructuária de Produção de Lacticínios da Freguesia do Senhor Santo Cristo dos Milagres da Fazenda, mais tarde, Cooperativa Agrícola Fructuária de Produção de Lacticínios Senhor Santo Cristo, feita na presença do promotor do movimento na ilha, o florentino padre José Furtado Mota.
Por escritura de 29 de Novembro de 1950, foram aprovados novos estatutos e a cooperativa passou a designar-se por Cooperativa Agrícola de Lacticínios do Senhor Santo Cristo, SCARL, cuja direcção era constituída por Fernando Pereira Gomes, Francisco de Freitas Silva e Fernando Gomes Trigueiro. O principal produto era a manteiga, então conhecida como milagrosa por ser de natas iguais produzidas num único posto de desnatação, sito no lugar da Ribeirinha.
Em 1968, a Cooperativa Agrícola de Lacticínios do Senhor Santo Cristo, SCARL, foi pioneira na ilha ao adaptar o seu equipamento e destinar a maior parte do seu leite ao fabrico de queijo do tipo Queijo de São Jorge, reduzindo ao mínimo a produção de manteiga, até então o único produto comercializado pelos sindicatos agrícolas da ilha.
Quando a competitividade no sector cresceu, a pequena cooperativa agrícola da Fazenda às de outras freguesias florentinas, fundando a União de Cooperativas da Ilha das Flores UCRL, destinada a garantir a qualidade da produção de lacticínios na ilha das Flores. Esta entidade, agora com fábrica nos Vales, Santa Cruz das Flores, continua a ser um dos pilares da economia florentina.
Na década de 1940 funcionou na Fazenda uma empresa baleeira pertencente a Francisco Nunes Azevedo.
A freguesia albergou também uma importante estação do sistema LORAN, do tipo LORAN-A, operada pela Armada Portuguesa e hoje extinta por obsolescência daquele tipo de ajuda à navegação. A Estação LORAN das Flores fazia parte de um conjunto de quatro estações instaladas pela NATO em território português no ano de 1965 (em Sagres, Porto Santo, ilha de Santa Maria e Flores). Quando em 31 de Dezembro de 1977 foram desligadas as estações LORAN-A, a Marinha Portuguesa optou pelo sistema Omega, levando ao encerramento da estação. O edifício da antiga estação LORAN é hoje a sede dos Serviços de Ambiente.